# 多斑繐肩䲁
多斑繐肩鳚（学名：Cirripectes polyzona），又名多斑頸鬚鳚、狗鰷，为輻鰭魚綱䲁形目鳚科繐肩鳚属的鱼类，俗名多斑颈须鳚。分布印度太平洋，從南非至吉里巴斯，北至日本，南至澳洲大堡礁海域，深度0至20公尺，本魚體長橢圓形，稍側扁，頭鈍短，下唇內側光滑，外側有褶皺，上唇小圓齒32-45，鰓耙18-25，頭部感覺孔系統複雜，頸部皮瓣後面有1個孔，眶上棘觸鬚4-15，鼻觸鬚5-24，頸部觸鬚32-44，頸項圈分為4組，並略微擴張頸瓣，頭部佈滿淺灰色網狀斑點，虹膜內環黃色，外環紅色，身體呈深棕色，有12條淺灰色條紋，幼魚上部為棕褐色，下部為白色至淡紫色，帶有寬闊的深色中部條紋，白色眼紋，頭部下方和鰓蓋上有黃色斑點，背鰭硬棘11-13枚、背鰭軟條13-15枚、臀鰭硬棘2枚、臀鰭軟條14-16枚，體長可達13公分，棲息在臨海礁石湧浪區，以藻類、碎屑和小型無脊椎動物為食，雌魚產附著性卵，雄魚會守護卵，幼魚為浮游性。该物种的模式产地在安汶岛。